# Merrily We Live

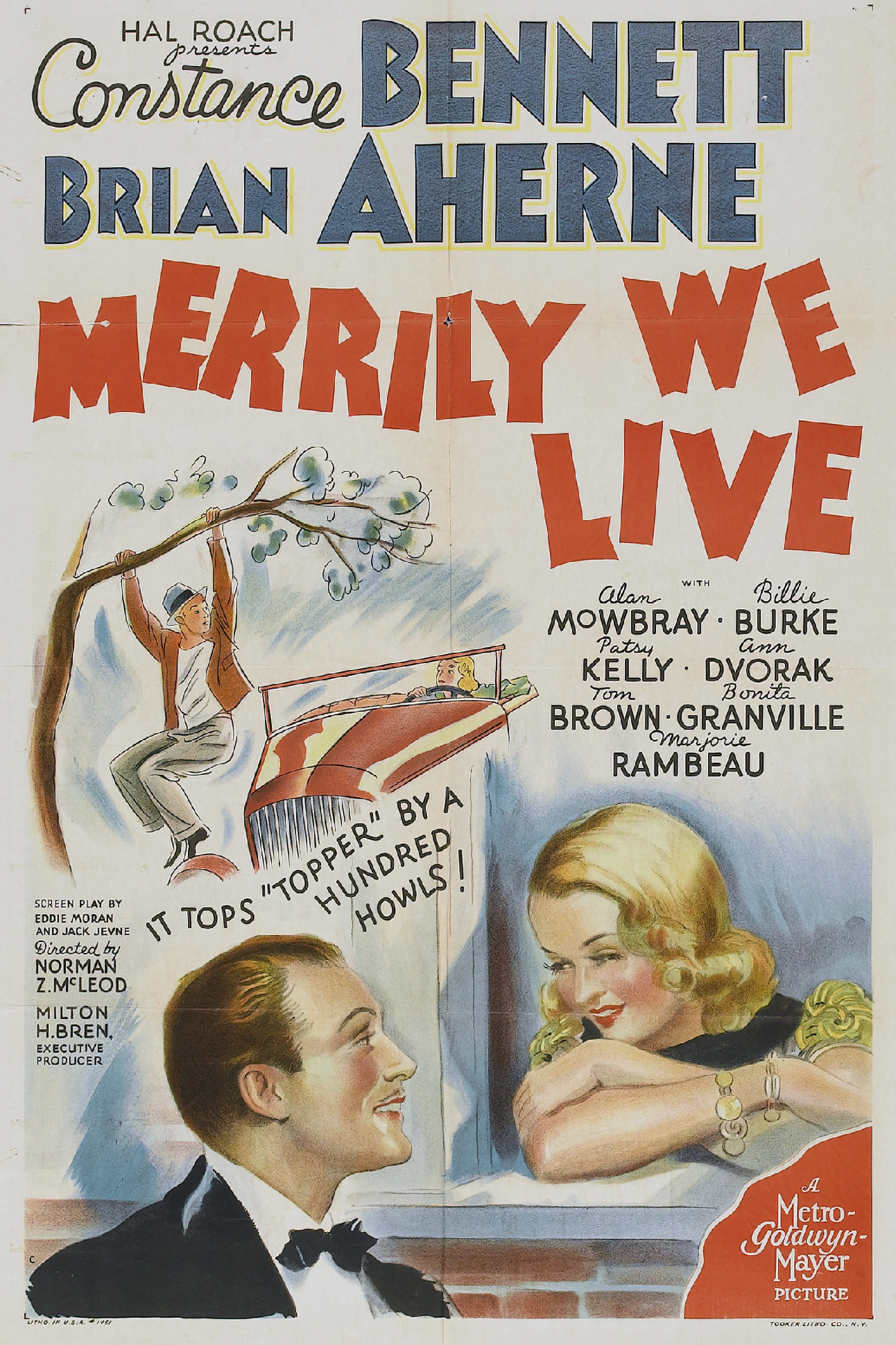
Pòster de la pel·lícula

Merrily We Live és una pel·lícula dirigida per Norman Z. McLeod i protagonitzada per Constance Bennett i Brian Aherne. Basada en la novel·la “The Dark Chapter: A Comedy of Class Distinctions” d’E.J. Rath, portada al cinema per Eddie Moran, Jack Jevne i Ed Sullivan, es va estrenar el 4 de març de 1938. La pel·lícula va ser nominada en cinc categories en l’edició dels premis Oscar d’aquell any.

## Argument
Els rics Kilbourne són una família excèntrica, especialment la senyora Emily Kilbourne, l'afició de la qual és rehabilitar rodamóns. Quan el seu darrer rodamón, que Emily havia contractat com a xofer, se'n va de sobte emportant-se tota la plata de la família, ella promet passar pàgina d’aquesta afició per alleujament de la família. Aquesta determinació dura poc ja que poc després un home brut anomenat Rawlins arriba a la finca. Demana només de poder utilitzar el telèfon per informar que el seu cotxe s'ha estavellat. Emily, però, el veu com un altre home a salvar i, malgrat les protestes de les seves filles Jerry i Marion, és contractat com a nou xofer. Rawlins accepta ja que troba la situació divertida i aviat fascina les dones de la casa amb el seu posat de cavaller. Els que no l’accepten són el senyor Kilbourne o Grosvenor, el majordom. En un sopar en què la senyora Kilbourne intenta fer passar a Rawlins com un cavaller, aquest captiva tant la filla del senador Harlan, Minerva, que els Kilbourne han de fingir que és un hoste de casa. Tot i que el senyor Kilbourne està preocupat perquè Rawlins arruïni un negoci lucratiu que projecta fer amb el senador, aviat s'adona que Rawlins ha millorat el seu negoci i també la felicitat de la seva família.
Arriba el punt en què tota la família passa a dependre de Rawlins. Aleshores llegeixen al diari del matí que el seu home no és un vagabund sinó un escriptor famós anomenat E. Wade Rawlins, el qual segons el diari ha mort en un accident de cotxe prop de casa seva. Sense saber que els diaris han publicat per error de la seva mort, Rawlins arriba a la casa i troba la senyora Kilbourne, Jerry i les minyones desmaiades per la sorpresa. El senyor Kilbourne i Marion es veuen incapaços de reanimar-les. Rawlins aconsegueix de reviure Jerry i els dos admeten que estan enamorats. Grosvenor, pensant que la cadena de vagabunds de la senyora Kilbourne viu millor que ell agafa una motxilla i es dirigeix cap a la carretera oberta.

## Repartiment
- Constance Bennett (Geraldine "Jerry" Kilbourne)
- Brian Aherne (Wade Rawlins)
- Alan Mowbray (Grosvenor)
- Billie Burke (Emily Kilbourne)
- Bonita Granville (Marion Kilbourne)
- Patsy Kelly (Etta, la cuinera)
- Ann Dvorak (Minerva Harlan)
- Tom Brown (Kane Kilbourne)
- Clarence Kolb (Henry Kilbourne)
- Marjorie Rambeau (Mrs. Harlan)
- Phillip Reed (Herbert Wheeler)
- Willie Best (George W. Jones)
- Sidney Bracey (segon majordom)
- Paul Everton (senador Willie Harlan)
- Marjorie Kane (Rosa, la criada)
- Olin Howland (Jed Smith)

## Premis i nominacions als Oscar
| Categoria                   | Nominat           | Resultat |
| --------------------------- | ----------------- | -------- |
| Millor actriu secundària    | Billie Burke      | Nominat  |
| Millor so                   | Elmer Raguse      | Nominat  |
| Millor cançó original       | "Merrily We Live" | Nominat  |
| Millor disseny de producció | Charles D. Hall   | Nominat  |
| Millor fotografia           | Norbert Brodine   | Nominat  |